# Idaea indeviata
Idaea indeviata là một loài bướm đêm trong họ Geometridae.